# Станко Ракита
Станко Ракита (Грбавица, 10. април 1930 — Бања Лука, 26. август 1990) био је српски пјесник и књижевник. Познат је по својим дјелима поезије за дјецу.

## Биографија
Рођен је у Грбавици код Шипова. Основну школу је завршио у Грбавици а Учитељску у Бањој Луци. Радио је као учитељ у околини а касније и у Бањој Луци. Његове приче и пјесме су штампане у читанкама и часописима широм Југославије. Добитник је награде „Веселин Маслеша“ 1976. у Бањој Луци
Преминуо је у Бањој Луци 26. августа 1990.

## Награда „Станко Ракита“
Удружење књижевника Српске (Подружница Бања Лука) је установило књижевну награду „Станко Ракита“. Награда се додјељује за најбољу књигу за дјецу.
Ову награду су до сада добили:
- Анђелко Анушић, Чудилица (најбоља књига за дјецу у периоду 2010 — 2011)[3]
- Ђуро Стипановић, „Ко ће да нас сад поведе за ручице, наш дједе“ (најбоља књига за дјецу у периоду 2007 — 2008)
- Панто Стевић, „Пут у Лилипут“ (најбоља књига за дјецу у периоду 2006 — 2007)
- Ранко Павловић
- Александра Чворовић, за књигу бајки "Чаробна ружа", 2014. године,
- Предраг Ђурић за роман "Птице селице" за 2023. годину.

## Дјела
- Нигдје краја свијету, Глас (данас Глас Српске), Бања Лука, (1976)
- Бијели лет, Глас (данас Глас Српске), Бања Лука, (1982)
- "Свилопоље", (1990),
- Радознали дјечак, (1986).